# Грачёв (Боковский район)
Грачёв — хутор в Боковском районе Ростовской области.
Входит в состав Грачёвского сельского поселения, являясь его административным центром.

## География

### Улицы
| - ул. Заречная - ул. Кочетова - ул. Молодёжная - ул. Рожнова | - ул. Федотова - ул. Школьная - ул. Шолохова |

## Население
| 1989 | 2002 | 2010 |
| ---- | ---- | ---- |
| 1066 | ↘966 | ↘911 |

## Достопримечательности
Территория Ростовской области была заселена ещё в эпоху неолита. Люди, живущие на древних стоянках и поселениях у рек, занимались в основном собирательством и рыболовством. Степь для скотоводов всех времён была бескрайним пастбищем для домашнего рогатого скота. От тех времен осталось множество курганов с захоронениями жителей этих мест. Курганы и курганные группы находятся на государственной охране.
Поблизости от территории хутора Грачев Боковского района расположено несколько достопримечательностей — памятников археологии. Они охраняются в соответствии с Федеральным законом от 25.06.2002 N 73-ФЗ «Об объектах культурного наследия (памятниках истории и культуры) народов Российской Федерации», Областным законом от 22.10.2004 N 178-ЗС «Об объектах культурного наследия (памятниках истории и культуры) в Ростовской области», Постановлением Главы администрации РО от 21.02.97 N 51 о принятии на государственную охрану памятников истории и культуры Ростовской области и мерах по их охране и др.
- Курган «Грачевский IX». Расположен на расстоянии около 1,7 км к северо-западу от хутора Грачева.
- Курган «Грачевский Х» на территории хутора Грачева.
- Курганная группа «Грачевский I» из 6 курганов. Расположена на расстоянии около 1,3 км к юго-востоку от хутора Грачева.
- Курганная группа «Грачевский II» из 2 курганов. Расположена на расстоянии около 1,7 км к юго-востоку от хутора Грачева.
- Курганная группа «Грачевский III» (5 курганов). Расположена на расстоянии около 1,0 км к северу от хутора Грачева.
- Курганная группа «Грачевский IV» (2 кургана). Расположена на расстоянии около 1,2 км к западу от хутора Грачева.
- Курганная группа «Грачевский V» (2 кургана). Расположена на расстоянии около 3,8 км к юго-западу от хутора Грачева[5].